# جون ر. جيبسون
جون ر. جيبسون (بالإنجليزية: John R. Gibson)‏ هو قاضي ومحامي أمريكي، ولد في 20 ديسمبر 1925 في سبرينغفيلد في الولايات المتحدة، وتوفي في 19 أبريل 2014 في ريدينج (ماساتشوستس) في الولايات المتحدة.